# Đội tuyển bóng đá quốc gia Cộng hòa Dân chủ Nhân dân Triều Tiên
Đội tuyển bóng đá quốc gia Cộng hòa Dân chủ Nhân dân Triều Tiên (tiếng Hàn Quốc: 조선민주주의인민공화국 축구 국가대표팀), thường được gọi là Đội tuyển bóng đá quốc gia Triều Tiên hay đơn giản hơn là Đội tuyển Triều Tiên. Đây là đội tuyển trực thuộc Hiệp hội bóng đá Cộng hòa Dân chủ Nhân dân Triều Tiên và đại diện cho Bắc Triều Tiên trên bình diện quốc tế, có biệt danh là "Chollima" (Hán-Việt: Thiên Lý Mã).
Trận thi đấu quốc tế đầu tiên của đội tuyển Cộng hòa Dân chủ Nhân dân Triều Tiên là trận gặp đội tuyển Trung Quốc vào năm 1956. Thành tích tốt nhất của đội cho đến nay là tấm huy chương vàng Asiad 1978, 2 chức vô địch Cúp Challenge AFC giành được vào các năm 2010, 2012 và vị trí thứ tư của cúp bóng đá châu Á 1980. Đội đã hai lần tham dự giải vô địch bóng đá thế giới vào các năm 1966 và 2010, trong đó thì thành tích cao nhất là từng lọt vào tứ kết (1966).

## Danh hiệu
- Vô địch châu Á: 0

Hạng tư: 1980
- Vô địch Cúp Challenge: 2

Vô địch: 2010; 2012
Hạng ba: 2008
- Vô địch Đông Á: 0

Hạng ba: 2005
- Bóng đá nam tại Asiad:

 1978
 1990

## Thành tích quốc tế

### Giải vô địch bóng đá thế giới
| Năm       | Kết quả                                 | St                                      | T                                       | H                                       | B                                       | Bt                                      | Bb                                      |
| --------- | --------------------------------------- | --------------------------------------- | --------------------------------------- | --------------------------------------- | --------------------------------------- | --------------------------------------- | --------------------------------------- |
| 1930      | Không tham dự là thuộc địa của Nhật Bản | Không tham dự là thuộc địa của Nhật Bản | Không tham dự là thuộc địa của Nhật Bản | Không tham dự là thuộc địa của Nhật Bản | Không tham dự là thuộc địa của Nhật Bản | Không tham dự là thuộc địa của Nhật Bản | Không tham dự là thuộc địa của Nhật Bản |
| 1934      | Không tham dự là thuộc địa của Nhật Bản | Không tham dự là thuộc địa của Nhật Bản | Không tham dự là thuộc địa của Nhật Bản | Không tham dự là thuộc địa của Nhật Bản | Không tham dự là thuộc địa của Nhật Bản | Không tham dự là thuộc địa của Nhật Bản | Không tham dự là thuộc địa của Nhật Bản |
| 1938      | Không tham dự là thuộc địa của Nhật Bản | Không tham dự là thuộc địa của Nhật Bản | Không tham dự là thuộc địa của Nhật Bản | Không tham dự là thuộc địa của Nhật Bản | Không tham dự là thuộc địa của Nhật Bản | Không tham dự là thuộc địa của Nhật Bản | Không tham dự là thuộc địa của Nhật Bản |
| 1950      | Không tham dự                           | Không tham dự                           | Không tham dự                           | Không tham dự                           | Không tham dự                           | Không tham dự                           | Không tham dự                           |
| 1954      | Không tham dự                           | Không tham dự                           | Không tham dự                           | Không tham dự                           | Không tham dự                           | Không tham dự                           | Không tham dự                           |
| 1958      | Không tham dự                           | Không tham dự                           | Không tham dự                           | Không tham dự                           | Không tham dự                           | Không tham dự                           | Không tham dự                           |
| 1962      | Không tham dự                           | Không tham dự                           | Không tham dự                           | Không tham dự                           | Không tham dự                           | Không tham dự                           | Không tham dự                           |
| 1966      | Tứ kết                                  | 4                                       | 1                                       | 1                                       | 2                                       | 5                                       | 9                                       |
| 1970      | Bỏ cuộc                                 | Bỏ cuộc                                 | Bỏ cuộc                                 | Bỏ cuộc                                 | Bỏ cuộc                                 | Bỏ cuộc                                 | Bỏ cuộc                                 |
| 1974      | Không tham dự                           | Không tham dự                           | Không tham dự                           | Không tham dự                           | Không tham dự                           | Không tham dự                           | Không tham dự                           |
| 1978      | Bỏ cuộc                                 | Bỏ cuộc                                 | Bỏ cuộc                                 | Bỏ cuộc                                 | Bỏ cuộc                                 | Bỏ cuộc                                 | Bỏ cuộc                                 |
| 1982      | Không vượt qua vòng loại                | Không vượt qua vòng loại                | Không vượt qua vòng loại                | Không vượt qua vòng loại                | Không vượt qua vòng loại                | Không vượt qua vòng loại                | Không vượt qua vòng loại                |
| 1986      | Không vượt qua vòng loại                | Không vượt qua vòng loại                | Không vượt qua vòng loại                | Không vượt qua vòng loại                | Không vượt qua vòng loại                | Không vượt qua vòng loại                | Không vượt qua vòng loại                |
| 1990      | Không vượt qua vòng loại                | Không vượt qua vòng loại                | Không vượt qua vòng loại                | Không vượt qua vòng loại                | Không vượt qua vòng loại                | Không vượt qua vòng loại                | Không vượt qua vòng loại                |
| 1994      | Không vượt qua vòng loại                | Không vượt qua vòng loại                | Không vượt qua vòng loại                | Không vượt qua vòng loại                | Không vượt qua vòng loại                | Không vượt qua vòng loại                | Không vượt qua vòng loại                |
| 1998      | Không tham dự                           | Không tham dự                           | Không tham dự                           | Không tham dự                           | Không tham dự                           | Không tham dự                           | Không tham dự                           |
| 2002      | Không tham dự                           | Không tham dự                           | Không tham dự                           | Không tham dự                           | Không tham dự                           | Không tham dự                           | Không tham dự                           |
| 2006      | Không vượt qua vòng loại                | Không vượt qua vòng loại                | Không vượt qua vòng loại                | Không vượt qua vòng loại                | Không vượt qua vòng loại                | Không vượt qua vòng loại                | Không vượt qua vòng loại                |
| 2010      | Vòng 1                                  | 3                                       | 0                                       | 0                                       | 3                                       | 1                                       | 12                                      |
| 2014      | Không vượt qua vòng loại                | Không vượt qua vòng loại                | Không vượt qua vòng loại                | Không vượt qua vòng loại                | Không vượt qua vòng loại                | Không vượt qua vòng loại                | Không vượt qua vòng loại                |
| 2018      | Không vượt qua vòng loại                | Không vượt qua vòng loại                | Không vượt qua vòng loại                | Không vượt qua vòng loại                | Không vượt qua vòng loại                | Không vượt qua vòng loại                | Không vượt qua vòng loại                |
| 2022      | Bỏ cuộc                                 | Bỏ cuộc                                 | Bỏ cuộc                                 | Bỏ cuộc                                 | Bỏ cuộc                                 | Bỏ cuộc                                 | Bỏ cuộc                                 |
| 2026      | Chưa xác định                           | Chưa xác định                           | Chưa xác định                           | Chưa xác định                           | Chưa xác định                           | Chưa xác định                           | Chưa xác định                           |
| 2030      | Chưa xác định                           | Chưa xác định                           | Chưa xác định                           | Chưa xác định                           | Chưa xác định                           | Chưa xác định                           | Chưa xác định                           |
| 2034      | Chưa xác định                           | Chưa xác định                           | Chưa xác định                           | Chưa xác định                           | Chưa xác định                           | Chưa xác định                           | Chưa xác định                           |
| Tổng cộng | 2/19                                    | 7                                       | 1                                       | 1                                       | 5                                       | 6                                       | 21                                      |

### Cúp bóng đá châu Á
Triều Tiên từng 5 lần tham dự vòng chung kết Cúp bóng đá châu Á với kết quả cao nhất là hạng tư. Đội từng một lần bị AFC cấm tham gia (2007) khi chính quyền Triều Tiên từ chối cho phép đội Jordan đến đá vòng loại giải trước đó (2004) và sử dụng vũ khí hạt nhân ở Triều Tiên.
| Năm       | Thành tích                         | Thứ hạng                           | Số trận                            | Thắng                              | Hòa                                | Thua                               | Bàn thắng                          | Bàn thua                           |
| --------- | ---------------------------------- | ---------------------------------- | ---------------------------------- | ---------------------------------- | ---------------------------------- | ---------------------------------- | ---------------------------------- | ---------------------------------- |
| 1956      | Chưa là thành viên AFC             | Chưa là thành viên AFC             | Chưa là thành viên AFC             | Chưa là thành viên AFC             | Chưa là thành viên AFC             | Chưa là thành viên AFC             | Chưa là thành viên AFC             | Chưa là thành viên AFC             |
| 1960      | Chưa là thành viên AFC             | Chưa là thành viên AFC             | Chưa là thành viên AFC             | Chưa là thành viên AFC             | Chưa là thành viên AFC             | Chưa là thành viên AFC             | Chưa là thành viên AFC             | Chưa là thành viên AFC             |
| 1964      | Chưa là thành viên AFC             | Chưa là thành viên AFC             | Chưa là thành viên AFC             | Chưa là thành viên AFC             | Chưa là thành viên AFC             | Chưa là thành viên AFC             | Chưa là thành viên AFC             | Chưa là thành viên AFC             |
| 1968      | Chưa là thành viên AFC             | Chưa là thành viên AFC             | Chưa là thành viên AFC             | Chưa là thành viên AFC             | Chưa là thành viên AFC             | Chưa là thành viên AFC             | Chưa là thành viên AFC             | Chưa là thành viên AFC             |
| 1972      | Chưa là thành viên AFC             | Chưa là thành viên AFC             | Chưa là thành viên AFC             | Chưa là thành viên AFC             | Chưa là thành viên AFC             | Chưa là thành viên AFC             | Chưa là thành viên AFC             | Chưa là thành viên AFC             |
| 1976      | Bỏ cuộc sau khi vượt qua vòng loại | Bỏ cuộc sau khi vượt qua vòng loại | Bỏ cuộc sau khi vượt qua vòng loại | Bỏ cuộc sau khi vượt qua vòng loại | Bỏ cuộc sau khi vượt qua vòng loại | Bỏ cuộc sau khi vượt qua vòng loại | Bỏ cuộc sau khi vượt qua vòng loại | Bỏ cuộc sau khi vượt qua vòng loại |
| 1980      | Hạng tư                            | 4/10                               | 6                                  | 3                                  | 0                                  | 3                                  | 10                                 | 12                                 |
| 1984      | Không tham dự                      | Không tham dự                      | Không tham dự                      | Không tham dự                      | Không tham dự                      | Không tham dự                      | Không tham dự                      | Không tham dự                      |
| 1988      | Không vượt qua vòng loại           | Không vượt qua vòng loại           | Không vượt qua vòng loại           | Không vượt qua vòng loại           | Không vượt qua vòng loại           | Không vượt qua vòng loại           | Không vượt qua vòng loại           | Không vượt qua vòng loại           |
| 1992      | Vòng 1                             | 8/8                                | 3                                  | 0                                  | 1                                  | 2                                  | 2                                  | 5                                  |
| 1996      | Không tham dự                      | Không tham dự                      | Không tham dự                      | Không tham dự                      | Không tham dự                      | Không tham dự                      | Không tham dự                      | Không tham dự                      |
| 2000      | Không vượt qua vòng loại           | Không vượt qua vòng loại           | Không vượt qua vòng loại           | Không vượt qua vòng loại           | Không vượt qua vòng loại           | Không vượt qua vòng loại           | Không vượt qua vòng loại           | Không vượt qua vòng loại           |
| 2004      | Không vượt qua vòng loại           | Không vượt qua vòng loại           | Không vượt qua vòng loại           | Không vượt qua vòng loại           | Không vượt qua vòng loại           | Không vượt qua vòng loại           | Không vượt qua vòng loại           | Không vượt qua vòng loại           |
| 2007      | Bị cấm thi đấu                     | Bị cấm thi đấu                     | Bị cấm thi đấu                     | Bị cấm thi đấu                     | Bị cấm thi đấu                     | Bị cấm thi đấu                     | Bị cấm thi đấu                     | Bị cấm thi đấu                     |
| 2011      | Vòng 1                             | 12/16                              | 3                                  | 0                                  | 1                                  | 2                                  | 0                                  | 2                                  |
| 2015      | Vòng 1                             | 13/16                              | 3                                  | 0                                  | 0                                  | 3                                  | 2                                  | 7                                  |
| 2019      | Vòng 1                             | 24/24                              | 3                                  | 0                                  | 0                                  | 3                                  | 1                                  | 14                                 |
| 2023      | Bỏ cuộc                            | Bỏ cuộc                            | Bỏ cuộc                            | Bỏ cuộc                            | Bỏ cuộc                            | Bỏ cuộc                            | Bỏ cuộc                            | Bỏ cuộc                            |
| 2027      | Vượt qua vòng loại                 | Vượt qua vòng loại                 | Vượt qua vòng loại                 | Vượt qua vòng loại                 | Vượt qua vòng loại                 | Vượt qua vòng loại                 | Vượt qua vòng loại                 | Vượt qua vòng loại                 |
| Tổng cộng | 1 lần hạng tư                      | 6/19                               | 18                                 | 3                                  | 2                                  | 13                                 | 15                                 | 40                                 |

### Á vận hội
- (Nội dung thi đấu dành cho cấp đội tuyển quốc gia cho đến kỳ Đại hội năm 1998)

| Năm       | Thành tích    | Pld           | W             | D             | L             | GF            | GA            |
| --------- | ------------- | ------------- | ------------- | ------------- | ------------- | ------------- | ------------- |
| 1951–1970 | Không tham dự | Không tham dự | Không tham dự | Không tham dự | Không tham dự | Không tham dự | Không tham dự |
| 1974      | Hạng tư       | 7             | 3             | 1             | 3             | 11            | 8             |
| 1978      | Vô địch       | 6             | 4             | 2             | 0             | 12            | 3             |
| 1982      | Hạng tư       | 6             | 2             | 2             | 2             | 9             | 8             |
| 1986      | Không tham dự | Không tham dự | Không tham dự | Không tham dự | Không tham dự | Không tham dự | Không tham dự |
| 1990      | Á quân        | 5             | 1             | 3             | 1             | 2             | 2             |
| 1994      | Không tham dự | Không tham dự | Không tham dự | Không tham dự | Không tham dự | Không tham dự | Không tham dự |
| 1998      | Hạng 13       | 4             | 1             | 2             | 1             | 6             | 8             |
| Tổng cộng | 5/13          | 28            | 11            | 10            | 7             | 40            | 29            |

### Cúp Challenge AFC
- 2006 - Không tham dự
- 2008 - Hạng ba
- 2010 - Vô địch
- 2012 - Vô địch
- 2014 - Không tham dự

### Giải vô địch bóng đá Đông Á
- 2003 - Bỏ cuộc
- 2005 - Hạng ba
- 2008 - Hạng tư
- 2010 đến 2013 - Không vượt qua vòng loại

## Đội hình hiện tại
Đây là đội hình đã hoàn thành Vòng loại AFC Asian Cup 2027
Số lần khoác áo và bàn thắng tính đến ngày 11 tháng 6 năm 2024, sau trận đấu với  Myanmar.
| Số | VT | Cầu thủ                    | Ngày sinh (tuổi)  | Trận | Bàn | Câu lạc bộ                              |
| -- | -- | -------------------------- | ----------------- | ---- | --- | --------------------------------------- |
| 1  | TM | Kang Ju-hyok               | 31 tháng 5, 1997  | 5    | 0   | Hwaebul                                 |
| 18 | TM | Sin Tae-song               | 30 tháng 5, 2000  | 0    | 0   | April 25                                |
| 21 | TM | Yu Kwang-jun               | 5 tháng 11, 2000  | 2    | 0   | Ryomyong                                |
|    |    |                            |                   |      |     |                                         |
| 2  | HV | Kim Jin-hyuk               | 9 tháng 3, 1992   | 0    | 0   | Hwaebul                                 |
| 3  | HV | Jang Kuk-chol (đội trưởng) | 16 tháng 2, 1994  | 67   | 5   | Hwaebul                                 |
| 5  | HV | Jong Kum-song              | 24 tháng 1, 1997  | 1    | 0   | Rimyongsu                               |
| 14 | HV | Choe Ok-chol               | 11 tháng 11, 1998 | 5    | 0   | Kigwancha                               |
| 16 | HV | Kim Yu-song                | 18 tháng 7, 2003  | 5    | 0   | Amnokgang                               |
| 17 | HV | Kang Kuk-chol              | 29 tháng 9, 1999  | 13   | 0   | Rimyongsu                               |
|    |    |                            |                   |      |     |                                         |
| 4  | TV | Kim Pom-hyok               | 15 tháng 4, 2002  | 4    | 0   | Ryomyong                                |
| 6  | TV | Kye Tam                    | 6 tháng 10, 2000  | 0    | 0   | Ryomyong                                |
| 7  | TV | Ri Hun                     | 31 tháng 8, 1997  | 1    | 0   | Ryomyong                                |
| 15 | TV | Ri Un-chol                 | 13 tháng 7, 1995  | 29   | 1   | Kigwancha                               |
| 19 | TV | Kim Sung-hye               | 15 tháng 1, 2003  | 0    | 0   | Sonbong                                 |
| 20 | TV | Paek Chung-song            | 25 tháng 2, 2000  | 5    | 0   | Ryomyong                                |
| 22 | TV | Kim Kuk-bom                | 19 tháng 2, 1995  | 15   | 0   | Ryomyong                                |
| 23 | TV | Kim Kum-chon               | 10 tháng 3, 2003  | 0    | 0   | Unknown                                 |
|    |    |                            |                   |      |     |                                         |
| 8  | TĐ | Kim Kuk-jin                | 11 tháng 10, 2000 | 5    | 0   | Kigwancha                               |
| 9  | TĐ | Ri Jo-guk                  | 9 tháng 5, 2002   | 2    | 3   | Ryomyong                                |
| 10 | TĐ | Han Kwang-song             | 11 tháng 9, 1998  | 15   | 2   | April 25                                |
| 11 | TĐ | Jong Il-gwan               | 30 tháng 10, 1992 | 80   | 30  | Choson University of Physical Education |
| 12 | TĐ | Choe Ju-song               | 27 tháng 1, 1996  | 11   | 1   | Amnokgang                               |
| 13 | TĐ | Ri Il-song                 | 14 tháng 1, 2004  | 5    | 1   | April 25                                |

### Triệu tập gần đây
Các cầu thủ dưới đây được triệu tập trong vòng 12 tháng.
| Vt | Cầu thủ         | Ngày sinh (tuổi)  | Số trận | Bt | Câu lạc bộ | Lần cuối triệu tập            |
| -- | --------------- | ----------------- | ------- | -- | ---------- | ----------------------------- |
| HV | Kim Kyong-sok   | 19 tháng 2, 2000  | 1       | 0  | Sonbong    | v. Nhật Bản, 26 March 2024    |
| HV | Choe Jin-nam    | 20 tháng 11, 1998 | 1       | 0  | Ryomyong   | v. Nhật Bản, 26 March 2024    |
|    |                 |                   |         |    |            |                               |
| TV | Mun In-ju       | 22 tháng 8, 1999  | 1       | 0  | FC Gifu    | v. Nhật Bản, 26 March 2024    |
| TV | Kim Hyon        | 6 tháng 3, 2000   | 0       | 0  | Amnokgang  | v. Nhật Bản, 21 March 2024PRE |
| TV | Choe Song-hyok  | 28 tháng 2, 1998  | 3       | 0  | Unknown    | v. Myanmar, 21 November 2023  |
| TV | Kwon Hyok-jun   | 6 tháng 3, 1997   | 0       | 0  | Amnokgang  | v. Myanmar, 21 November 2023  |
|    |                 |                   |         |    |            |                               |
| TĐ | Pak Kwang-ryong | 27 tháng 9, 1992  | 43      | 14 | Unknown    | v. Myanmar, 21 November 2023  |
| TĐ | Ri Hyong-jin    | 19 tháng 7, 1993  | 8       | 4  | April 25   | v. Myanmar, 21 November 2023  |

## Kỷ lục
Tính đến ngày 21 tháng 11 năm 2023.

### Ra sân nhiều nhất
| Xếp hạng | Tên           | Trận | Bàn  | Giai đoạn |
| -------- | ------------- | ---- | ---- | --------- |
| 1        | Ri Myong-guk  | 118  | 0    | 2007–2019 |
| 2        | Jong Il-gwan  | 78   | 29   | 2011–     |
| 3        | Pak Nam-chol  | 77   | 15   | 2004–2012 |
| 4        | Ri Kwang-chon | 70   | 1    | 2001–2012 |
| 5        | Jang Kuk-chol | 64   | 5    | 2011–     |
| 6        | Kim Yong-jun  | 62   | số 8 | 2001–2011 |
| 7        | Pak Song-chol | 58   | 13   | 2007–2017 |
| 8        | Mun In-guk    | 55   | 6    | 2004–2011 |
| 9        | Hong Yong Jo  | 51   | 13   | 2002–2011 |
| 9        | Nam Song-chol | 51   | 2    | 2003–2010 |

### Cầu thủ ghi nhiều bàn nhất

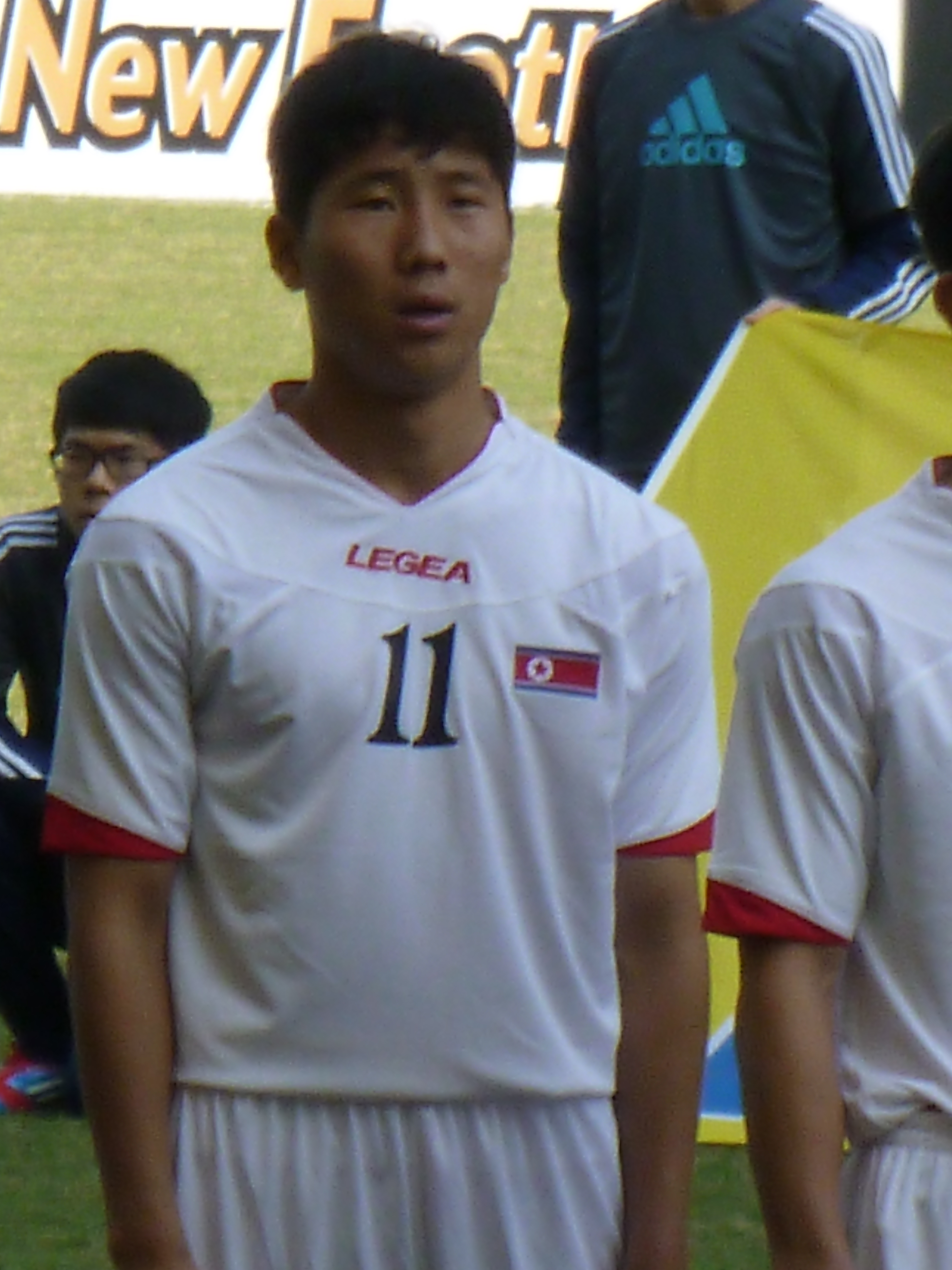
Jong Il-gwan là cầu thủ ghi nhiều bàn thắng nhất cho Triều Tiên với 29 bàn thắng.

| Xếp hạng | Cầu thủ         | Bàn | Trận | Tỷ lệ | Giai đoạn |
| -------- | --------------- | --- | ---- | ----- | --------- |
| 1        | Jong Il-gwan    | 29  | 78   | 0.37  | 2011–     |
| 2        | Jong Tae-se     | 15  | 33   | 0.45  | 2007–2011 |
| 2        | Pak Nam-chol    | 15  | 77   | 0.19  | 2004–2012 |
| 4        | Pak Kwang-ryong | 14  | 43   | 0.33  | 2009–     |
| 5        | Hong Yong Jo    | 13  | 51   | 0.25  | 2002–2011 |
| 5        | Pak Song-chol   | 13  | 58   | 0.22  | 2007–2017 |
| 7        | Choe Chol-man   | 11  | 21   | 1.91  | 2005–2010 |
| 8        | Choi Yongson    | 10  | 29   | 2.9   | 1990–1993 |
| 9        | Kang Jin Hyok   | 9   | 6    | 1.5   | 2005–2007 |
| 9        | An Chol Hyok    | 9   | 29   | 3.22  | 2005–2011 |